# Skoky do vody na mistrovství Evropy v plaveckých sportech 1987
Závody v skocích do vody na mistrovství Evropy v plaveckých sportech za rok 1987 proběhly v Štrasburku, Francie ve dnech 16. až 23. srpna 1987.

## Československá stopa
Československo reprezentovaly Heidemarie Grécká (*1965) a Hana Novotná (*1964). Obě z pražského klubu Vysokých škol. V disciplíně skoku z 3 m prkna obsadila Grécká ve finále 5. místo a Novotná v kvalifikaci 16. místo. Startovalo 22 závodnic. V disciplíně skoku z 10 m věže nepostoupila Novotná z kvalifikace a obsadila 13. místo ze 17 závodnic. Šéftrenérkou reprezentace byla Marie Čermáková.

## Výsledky
| Muži              | Zlato                     | Zlato  | Stříbro                     | Stříbro | Bronz                    | Bronz  |
| ----------------- | ------------------------- | ------ | --------------------------- | ------- | ------------------------ | ------ |
| Skoky z 3 m prkna | Albin Killat (FRG)        | 663,18 | Nikola Stajković (AUT)      | 647,25  | Alexandr Hladčenko (URS) | 622,60 |
| Skoky z 10 m věže | Giorgi Čogovadze (URS)    | 618,48 | Jan Hempel (GDR)            | 596,94  | Arsen Džavadjan (URS)    | 578,37 |
| Ženy              | Zlato                     | Zlato  | Stříbro                     | Stříbro | Bronz                    | Bronz  |
| Skoky z 3 m prkna | Daphne Jongejansová (NED) | 525,78 | Marina Babkovová (URS)      | 518,88  | Brita Baldusová (GDR)    | 513,42 |
| Skoky z 10 m věže | Jelena Mirošinová (URS)   | 475,50 | Anžela Stasjulevičová (URS) | 433,68  | Silke Abichtová (GDR)    | 408,09 |

## Medailová bilance
Ve skocích do vody se rozdělily celkem 4 sady medailí.
| Pořadí | Stát                   |       | Muži    | Muži  | Muži  |         | Ženy  | Ženy  | Ženy    |       | Muži + Ženy | Muži + Ženy | Muži + Ženy | Celkem |
| Pořadí | Stát                   | Zlato | Stříbro | Bronz | Zlato | Stříbro | Bronz | Zlato | Stříbro | Bronz |             |             |             | Celkem |
| ------ | ---------------------- | ----- | ------- | ----- | ----- | ------- | ----- | ----- | ------- | ----- | ----------- | ----------- | ----------- | ------ |
| 1.     | Sovětský svaz (URS)    |       | 1       | 0     | 2     |         | 1     | 2     | 0       |       | 2           | 2           | 2           | 6      |
| 2.     | Západní Německo (FRG)  |       | 1       | 0     | 0     |         | 0     | 0     | 0       |       | 1           | 0           | 0           | 1      |
| 2.     | Nizozemsko (NED)       |       | 0       | 0     | 0     |         | 1     | 0     | 0       |       | 1           | 0           | 0           | 1      |
| 3.     | Východní Německo (GDR) |       | 0       | 1     | 0     |         | 0     | 0     | 2       |       | 0           | 1           | 2           | 3      |
| 4.     | Rakousko (AUT)         |       | 0       | 1     | 0     |         | 0     | 0     | 0       |       | 0           | 1           | 0           | 1      |
| Celkem | Celkem                 |       | 2       | 2     | 2     |         | 2     | 2     | 2       |       | 4           | 4           | 4           | 12     |